# Jules Auguste Chatron
Pour les articles homonymes, voir Chatron.
Jules Auguste Chatron M.E.P., né le 20 avril 1844 à Charix dans le diocèse de Belley, et mort le 6 mai 1917 à Osaka, est un missionnaire français qui fut missionnaire à Kobé et évêque d'Osaka au Japon de 1896 à 1917.

## Biographie

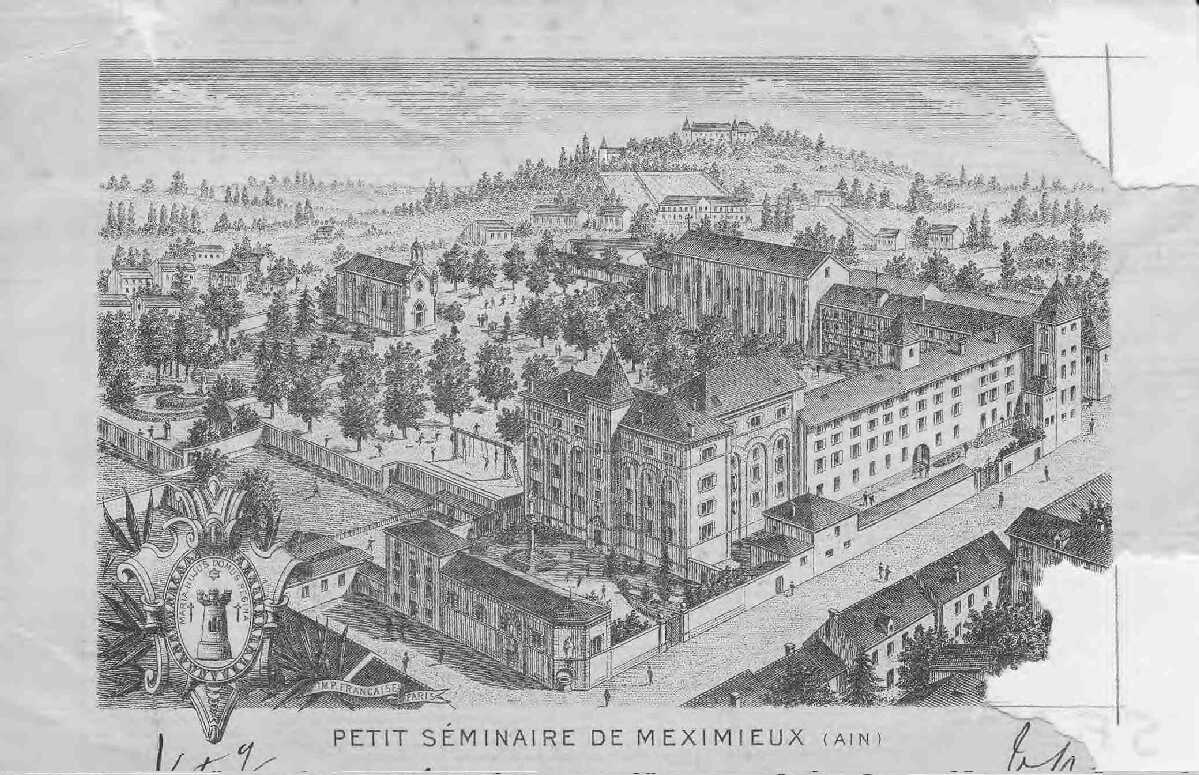
Petit séminaire de Meximieux.

Il naît dans un village de l'Ain, dans une modeste famille de cultivateurs et devient avec sa sœur tôt orphelin. Il est élevé par un oncle maternel et étudie grâce à l'appui d'un cousin de ses parents, l'abbé Carron, au petit séminaire de Meximieux de 1857 à 1866. Doué pour les études, il excelle dans les matières scientifiques et il apprend en plus (seul au début) l'anglais et l'italien. Ensuite, il  passe trois ans au grand séminaire de Brou. Il est ordonné prêtre le 26 septembre 1869. Le 1er octobre suivant, il est nommé vicaire à Ceyzérieu et en novembre 1870, vicaire d'Hauteville chez son cousin, l'abbé Carron devenu curé, alors que le Second Empire vient de s'effondrer et que la guerre franco-prussienne fait rage. L'abbé Chatron demande son admission aux Missions étrangères de Paris en 1872. Il y entre le 21 juillet et part un an plus tard pour le vicariat du Japon méridional, le 7 mai 1873. 

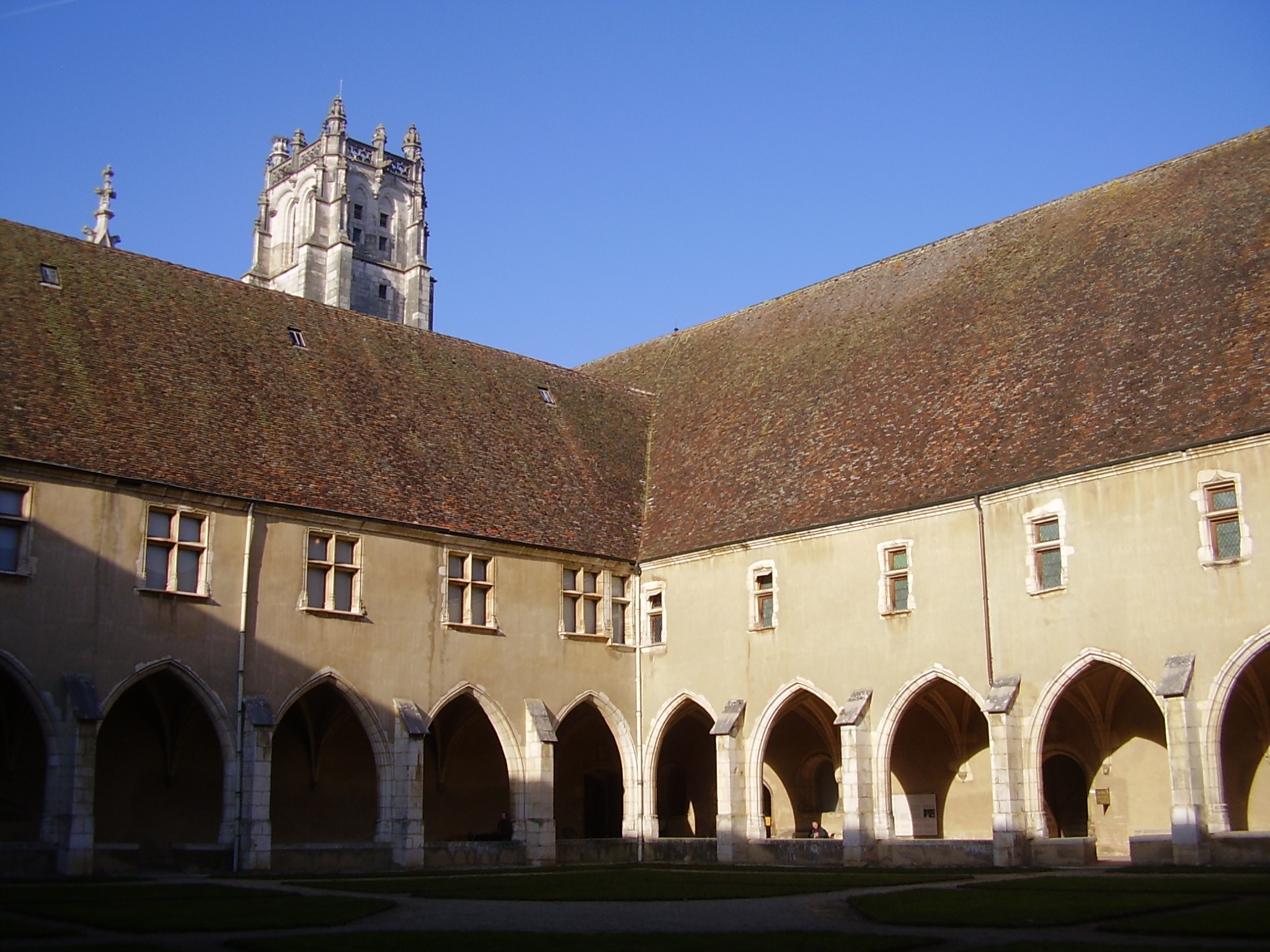
Ancien séminaire de Brou.
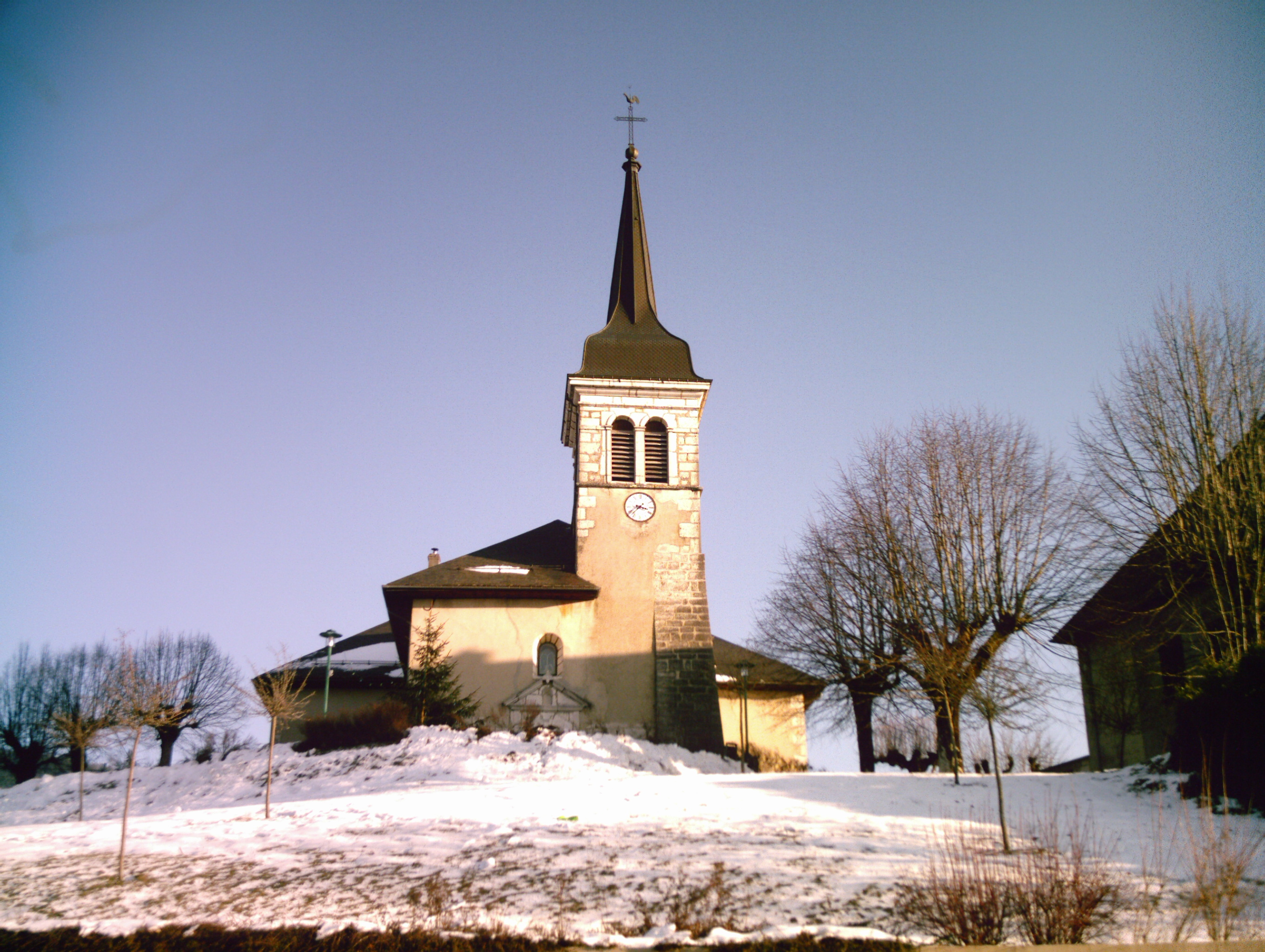
Église d'Hauteville.

Le vicaire apostolique, Mgr Petitjean, l'accueille à Nagasaki entouré de quelques prêtres, et il se met à étudier le japonais. Les chrétiens descendants des convertis de saint François Xavier (Kakure Kirishitan (隠れキリシタン?, « chrétiens cachés ») venaient à peine de se faire connaître de Mgr Petitjean et le Japon accorde seulement en cette année 1873 une relative liberté de prédication aux missionnaires étrangers, mettant fin à la répression. En 1879, le Père Chatron se voit confier la petite procure de Kobé, où il anime une paroisse européenne et des groupes de convertis. En 1888, Léon XIII érige le vicariat apostolique du Japon central par partition de celui du Japon méridional. Le vicariat devient diocèse d'Osaka en 1891. En 1893, Jules Chatron est nommé vicaire général de Mgr Vasselon (successeur de Mgr Midon) tout en s'occupant de Kobé, jusqu'au 22 juillet 1896, lorsqu'il est nommé à la suite de Mgr Vasselon. Il est consacré évêque d'Osaka, le  18 octobre 1896 par Pierre-Marie Osouf avec comme co-consécrateurs Jules-Alphonse Cousin (ru) et Alexandre Berlioz (ru). 
Dès le début de son épiscopat, le nouvel évêque décide de donner une fraîche impulsion à sa mission en ouvrant des postes à l'intérieur du pays (où jusqu'alors les missionnaires louaient des chambres chez l'habitant), mais il manque cruellement de moyens. Il décide donc en 1903 d'aller quêter aux États-Unis et embarque pour San Francisco. Cependant il souffre d'un terrible hernie qu'un médecin français rencontré par hasard lui soigne. Mgr Chatron demeure une année entière aux États-Unis, appuyé par les maristes et passe un court séjour en France. Grâce aux fonds recueillis, il achète des terrains au Japon, fait construire des chapelles, des résidences fixes et des écoles.
En 1916, il souffre encore de son infirmité et entre dans une clinique d'Osaka le 4 mars 1917, mais son état empire et il meurt le 6 mai 1917 à l'évêché. Jean-Baptiste Castanier lui succède.